# Archaeophlebia martini
Archaeophlebia martini – gatunek ważki z rodziny ważkowatych (Libellulidae), jedyny przedstawiciel rodzaju Archaeophlebia. Zamieszkuje Madagaskar. Nie jest zagrożony.